# Diascia nubilata
Diascia nubilata is een vlinder uit de familie spinneruilen (Erebidae). De wetenschappelijke naam is voor het eerst geldig gepubliceerd in 1909 door Hampson.
De soort komt voor in tropisch Afrika.